# Reina de Saba

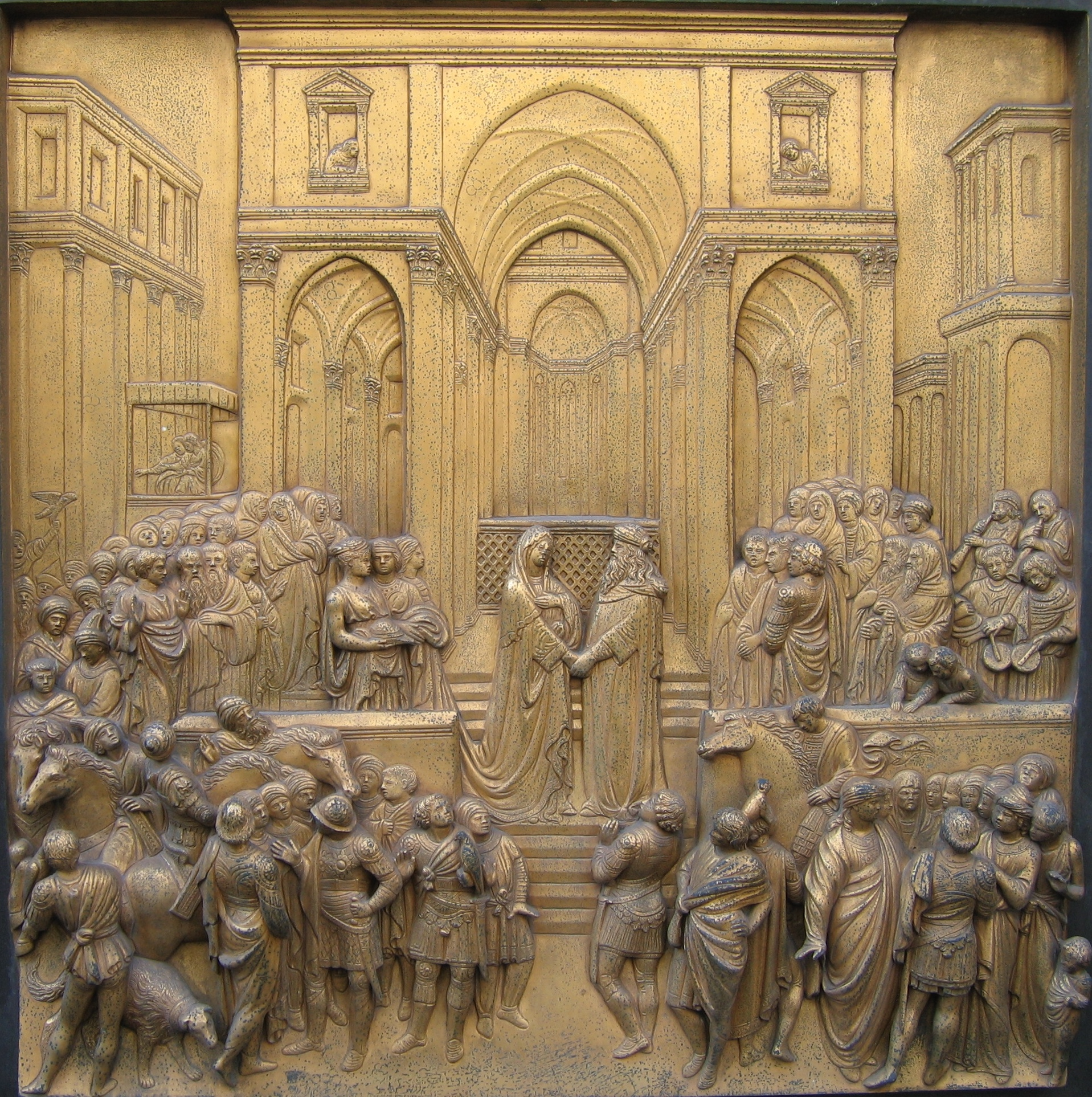
La Reina de Saba en su encuentro con el rey Salomón.

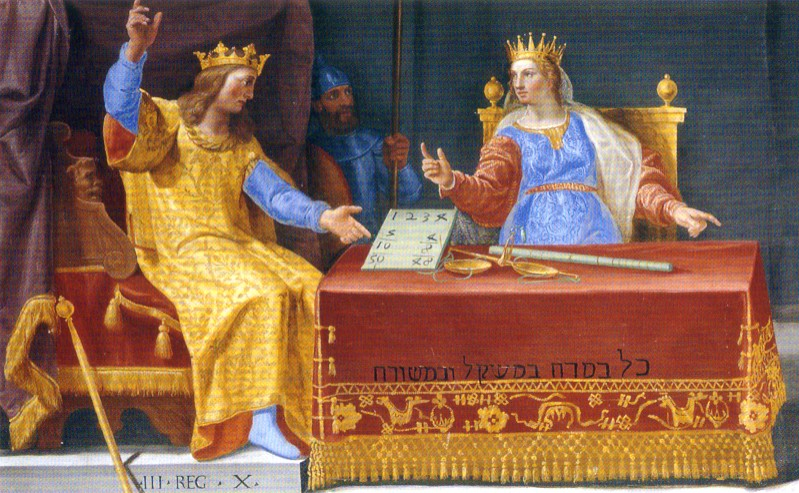
Fresco de Salomón y la reina de Saba en el centro de la biblioteca de El Escorial.

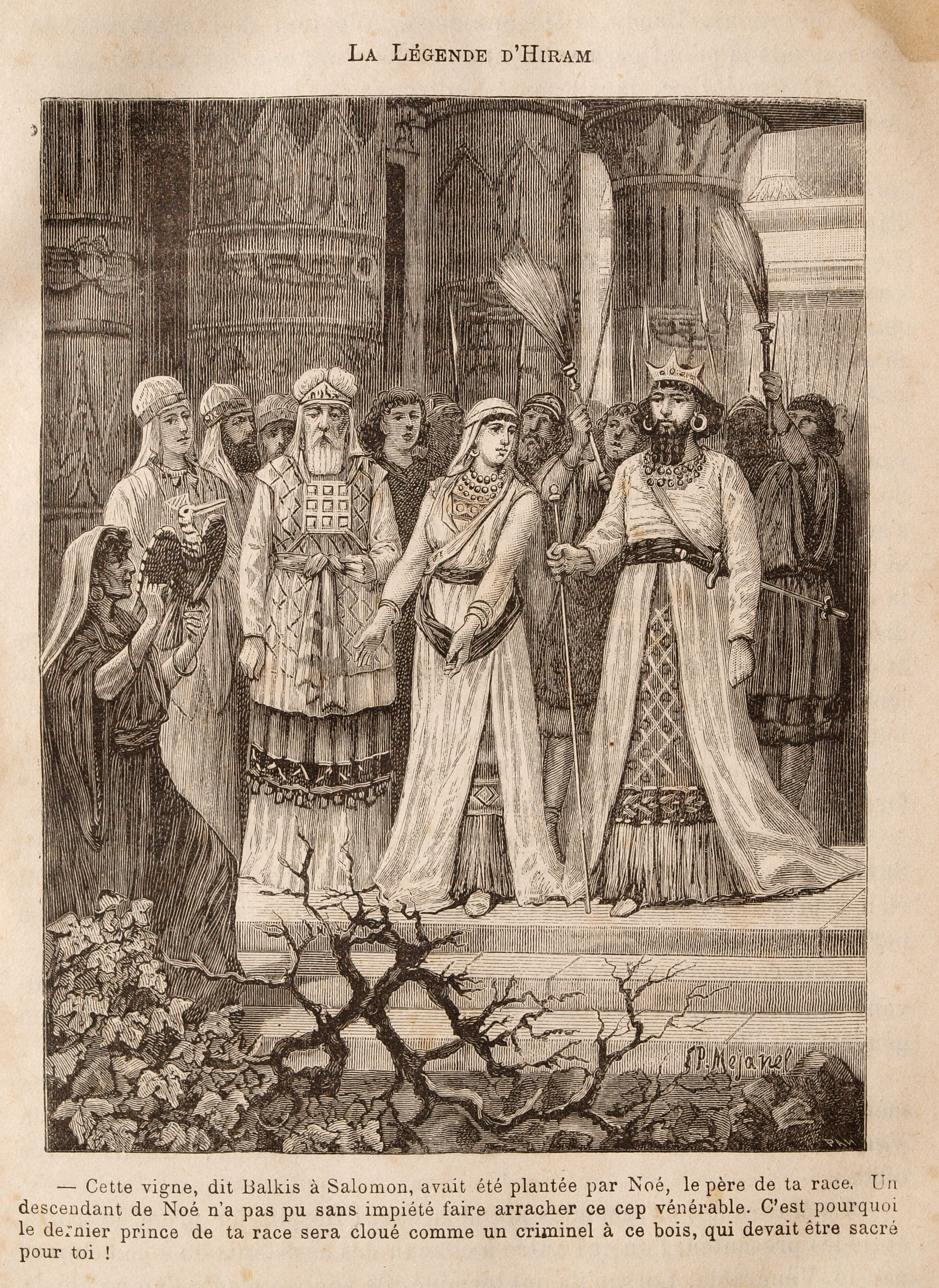
La Reina de Saba en la leyenda de Hiram, dibujo de Pierre Méjanel.

La reina de Saba fue la reina del antiguo reino de los sabeos. Aparece en la Biblia, presentada en los libros I Reyes, II Crónicas y Evangelio de Lucas del canon bíblico, en el Corán y en la historia de Etiopía.
En la Biblia se relata, en I Reyes 10 y II Crónicas 9, que visitó al Rey Salomón. 
Fue una mujer descrita como de belleza destacable y de magnificencia del reino sabeo en la actual Yemen y que su nombre era Balkis o Bilquis.
El libro Kebra Nagast relata que tuvo un hijo con el rey Salomón, Menelik I, quien sería futuro rey de Etiopía, y de quien la tradición dice que se trajo el Arca de la Alianza desde Israel, llevándosela a su reino.
Fue la gobernante del Reino de Saba, el antiguo país de los sabeos que la arqueología presume que estaba localizado en los actuales territorios de Etiopía y Yemen, cuyo centro de gobierno estaba ubicado en Marib.
En los textos bíblicos, la reina no es nombrada explícitamente por su nombre. En la tradición etíope es llamada Makeda, mientras que en la islámica (aunque no en el Corán) se la conoce como Bilqis o Balkis. Otros nombres asociados a ella son Nikaule o Nicaula.

## El relato bíblico

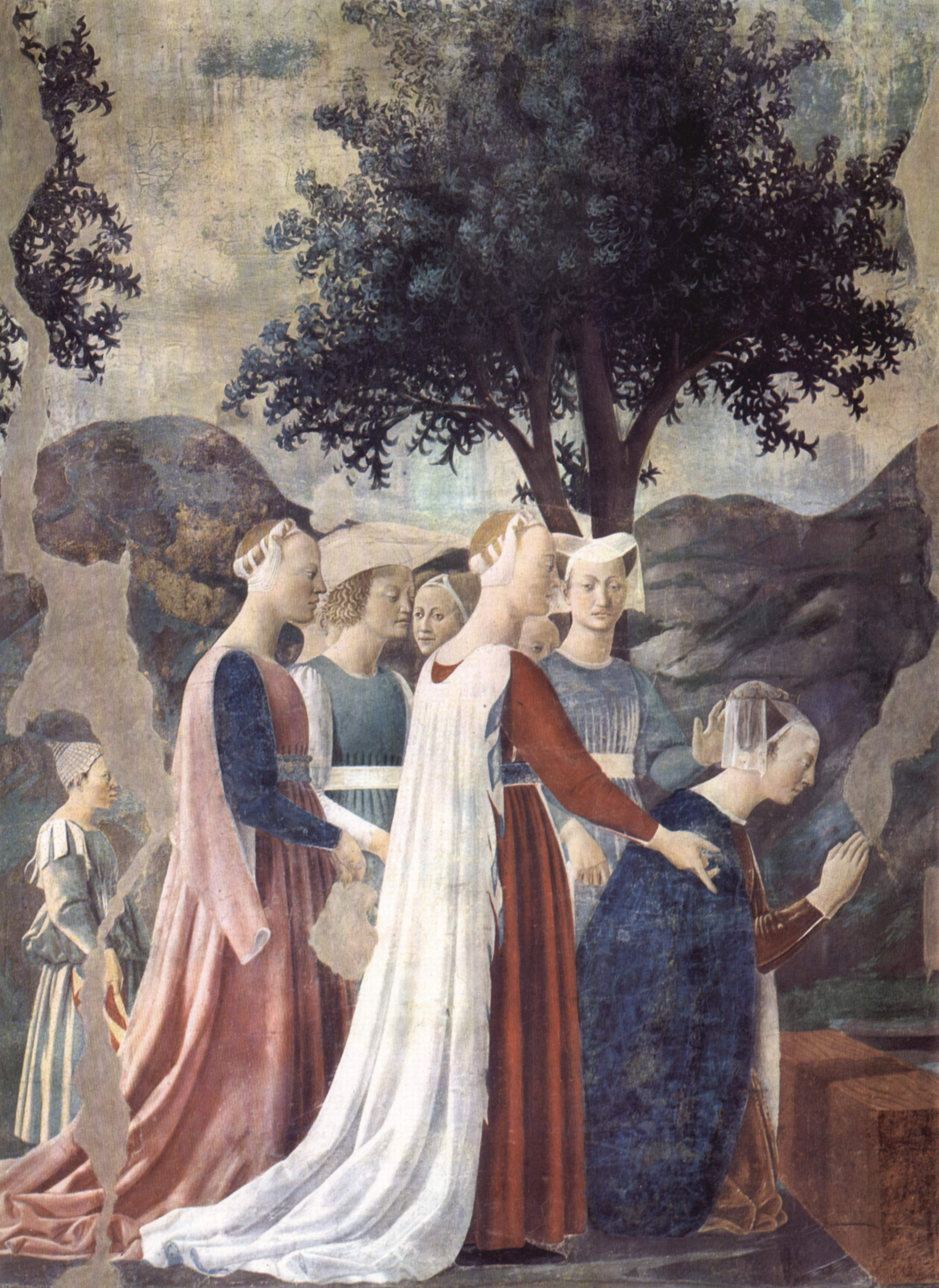
Fresco de Piero della Francesca que reproduce la leyenda de la Santa Cruz, en que la reina de Saba visita al rey Salomón

Según el Antiguo Testamento (la primera parte de la Biblia o Tanaj), la anónima reina de la tierra de Saba acude a Israel habiendo oído de la gran sabiduría del rey Salomón, viajó desde los confines de la tierra para oír a Salomón, llevando regalos de especias, oro y piedras preciosas.
La reina de Saba (מַלְכַּת שְׁבָא Malkaṯ Šəḇāʾ), en la Biblia hebrea; βασίλισσα Σαβά basílissa Sabá, en la Septuaginta; ܡܠܟܬ ܫܒܐ; ንግሥተ ሳባ Nəgśətä Saba), cuyo nombre no se indica, llegó a Jerusalén "con un séquito muy grande, con camellos cargados de especias, y mucho oro y piedras preciosas" (1 Reyes 10:2). "Nunca más vino tanta abundancia de especias" (10:10; 2 Crónicas 9:1-9) como las que ella dio a Salomón. Vino "para ponerle a prueba con preguntas difíciles", que Salomón respondió a su satisfacción. Intercambiaron regalos, tras lo cual ella regresó a su tierra.
El uso del término ḥiddot o 'adivinanzas' (1 Reyes 10:1), tomado del arameo cuya forma apunta a un cambio de sonido no anterior al siglo VI a. C.] indica un origen tardío del texto. Puesto que no se menciona la Caída de Babilonia en 539 a. C., Martin Noth ha sostenido que los Libro de los Reyes recibieron una redacción definitiva hacia 550 a. C.
Saba era bastante conocida en el mundo clásico, y su país se llamaba Arabia Felix. Hacia mediados del I milenio a. C., había sabeos también en Etiopía y Eritrea, en la zona que más tarde se convertiría en el reino de Axum. Hay cinco lugares en la Biblia donde el escritor distingue a Saba (שׁבא), i. e. los sabeos yemenitas, de Seba (סבא), es decir, los sabeos africanos. En el Ps. 72:10 se les menciona juntos: "los reyes de Saba y Seba ofrecerán regalos". Esta diferenciación ortográfica, sin embargo, puede ser puramente facticia; las inscripciones indígenas no hacen tal diferencia, y tanto los yemenitas como los sabeos africanos se escriben allí exactamente de la misma manera.
Aunque todavía no se han encontrado inscripciones de Arabia Meridional que aporten pruebas de la propia reina de Saba, las inscripciones de Arabia Meridional sí mencionan a una reina de Arabia Meridional (mlkt, Antiguo árabe meridional: 𐩣𐩡𐩫𐩩). Y en el norte de Arabia, las inscripciones de Asirian mencionan repetidamente a reinas árabes. Además, las tribus sabeas conocían el título de mqtwyt ("alto funcionario", 𐩣𐩤𐩩𐩥𐩺𐩩). Makada o Makueda, el nombre personal de la reina en la leyenda etíope, podría interpretarse como una traducción popular del título de mqtwyt. Este título puede derivar de Egipto antiguo m'kit (𓅖𓎡𓇌𓏏𓏛) "protectora, ama de casa".
La visita de la reina podría haber sido una misión comercial. Los primeros intercambios comerciales del sur de Arabia con Mesopotamia en los que se transportaba madera y especias en camello están atestiguados a principios del siglo IX a. C. y podrían haber comenzado ya en el X. Una teoría reciente sugiere que la inscripción de Ofel en Jerusalén fue escrita en lengua sabaica y que el texto proporciona pruebas de las conexiones comerciales entre la antigua Arabia del Sur y el Reino de Judá durante el siglo X a. C. El antiguo Awwām de Saba, conocido en el folclore como Maḥram ("el Santuario de") Bilqīs, fue excavado recientemente por los arqueólogos, pero hasta ahora no se ha descubierto rastro alguno de la reina de Saba en las numerosas inscripciones allí encontradas. Otro templo sabeo, el templo de Barran (en árabe: معبد بران‎), también es conocido como el Arash Bilqis ("Trono de Bilqis"), que al igual que el cercano Templo de Awam también estaba dedicado al dios Almaqah, pero la conexión entre el Templo de Barran y Saba tampoco ha sido establecida arqueológicamente.
Las historias bíblicas de la reina de Saba y las naves de Ofir sirvieron de base para las leyendas sobre los israelitas que viajaban en el séquito de la reina de Saba cuando regresó a su país para criar a su hijo de Salomón.

## Relato del Corán
El episodio también aparece en el Corán, que tampoco menciona el nombre de la reina; según esta versión, la reina quedó tan impresionada por la sabiduría y las riquezas de Salomón que se convirtió al monoteísmo, entonando una alabanza a Dios (Alá en árabe); el rey entonces la recompensó con la promesa de otorgarle cualquier cosa que desease. La reina regaló 4,5 toneladas de oro al rey de Israel.

## Bilquis en el patrimonio etíope

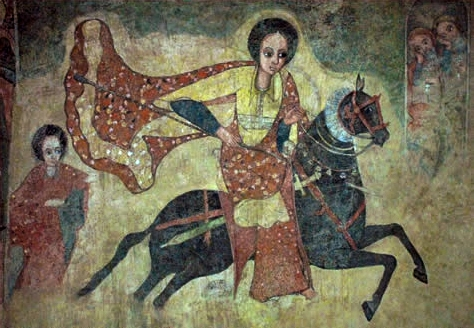
Mural de Kebra Nagast - patrimonio etíope

Según el Kebra Nagast (el libro sagrado de la Iglesia ortodoxa etíope) el rey Salomón tuvo un hijo con la reina de Saba, llamado Menelik I, quien sería el futuro rey de Etiopía y quien sacaría el Arca de la Alianza de Israel, llevándosela a su reino.
Las primeras referencias a esta reina se encuentran en la Gloria de los Reyes del siglo XII d. C. corresponden al Nuevo Testamento  Makeda, una mujer inteligente, bella y sabia que fue a Jerusalén para averiguar sobre Salomón y los etíopes la asocian con  Kanaka Reina de Abisinia mencionada en los Hechos de los Apóstoles en el Nuevo Testamento  La reina llegó a Salomón, quien se mostró muy complacido con su llegada y pasó nueve meses con él, y de regreso a Etiopía dio a luz un hijo con Salomón, al que llamó Menelik I Menelik. Este es el rey del que los reyes de Etiopía afirmaban descender, y la palabra  Menelik  Salomón pudo compartir su cama tras varios intentos infructuosos de persuadirla, y en su última noche Salomón intentó seducirla, pero Makeda se negó. Estipuló que no se llevara nada de su palacio cuando se marchara. Salomón colocó un vaso de agua cerca de su cama por la noche. La reina se despertó sedienta y vio el vaso de agua delante de ella, y nada más tocarlo Salomón la agarró de la mano, acusándola de romper su promesa, lo que le permitió tener relaciones con ella Cuando Menelik tenía doce años, su madre le habló de su padre, y cuando tenía veintidós, Menelik decidió visitar a su padre en Jerusalén. en su juventud y días de coraje. Es mucho más hermoso que yo» Salomón se levantó y llevó a su hijo a una habitación especial y lo vistió con ropas cosidas de oro y lo sentó a su lado. El muchacho regresó a su tierra y declaró el judaísmo religión oficial del Estado. Según la leyenda, su dinastía gobernó hasta el siglo X d. C. El emperador Haile Selassie que él era el 225.º rey del matrimonio entre Makeda y Salomón e incluso lo añadió a la constitución etíope como un artículo que otorgaba a la familia un derecho divino al trono.
Steven Danver, coordinador académico de la Facultad de Ciencias Sociales Básicas de la Universidad Walden dice: Los puntos de controversia más obvios se refieren a la historicidad del libro de los Reyes. La cuestión principal es la asociación de la Saba bíblica con Etiopía, pero la mayoría de los estudiosos han identificado la Saba bíblica (en inglés: Sheba) como la Saba histórica situada en el sur de la península arábiga. Una inscripción real encontrada en el norte de Etiopía hace referencia a Saba, y las pruebas lingüísticas y los artefactos que se conservan indican claramente que los sabeos del norte de Etiopía estaban asociados con el reino de Yemen. Estos escritos sabeos datan del siglo VIII a. C., mientras que los biblistas han situado la vida del rey Salomón en el siglo X. Esto demuestra que la presencia de los sabeos en Etiopía es muy posterior al período del rey Salomón, lo que pone en entredicho la credibilidad y el realismo del Libro de la Gloria de los Reyes, y por lo tanto la historia de Menelik I trayendo el Arca de la Alianza se basa en el anacronismo más que en términos históricos reales.

### Otros
Robert Ambelain, en su libro El secreto masónico, relaciona a Bilqis con el legendario Hiram Abif, de quien supuestamente habría nacido Menelik I, dando por cierto, el relato de Gérard de Nerval en Voyage en Orient. Sin embargo, lo que señala Ambelain es erróneo, pues cuando la reina de Saba visitó al rey Salomón, éste le mostró la magnificencia del templo construido a Dios (1 Reyes 10:4-5), que tomó 7 años su construcción (1 reyes 6:38) y la majestuosidad de su palacio, que fue construido después del templo (2 Crónicas 9:3-4) y que tomó 13 años su construcción (1 Reyes 7:1). Ambas edificios tomaron en 20 años ser construidos (1 Reyes 9:10). La tradición masónica dice que Hiram-Abi (también llamado Hiram Abif) fue asesinado poco antes de que el templo de Jerusalén fuera terminado de construir, por lo que hay un espacio de 13 años entre la muerte de Hiram-Abi y la visita de la reina de Saba a Israel, por lo tanto, ambos no pudieron haberse conocido.
Según especulan algunos autores, la reina de Saba tenía origen búlgaro, una teoría poco o nada probable, ya que la reina Makeda pertenecía a una genealogía árabe: era hija de Yashrea, hijo de Al-Hareth, hijo de Qais, hijo de Saifi, hijo de Saba.

## Literatura
La reina de Saba aparece como personaje en El anillo de Salomón (Bartimeo 4), de Jonathan Stroud. Se la retrata como una mujer vanidosa que, temiendo el gran poder de Salomón, envía al capitán de su guardia real a asesinarlo, poniendo en marcha los acontecimientos del libro. 
También aparece como personaje en la novela de fantasía Los Cuatro Reyes Magos. Se la presenta como la monarca de un reino matriarcal. Ayuda al Rey Baltasar a conseguir una gema mágica que le lleve hasta Artabán, Rey Mago perdido desde hace cientos de años. 

## Filmografía
La siguiente filmografía muestra la lista de películas, para cine y televisión, en los que la reina de Saba es el personaje central. Cabe destacar que las tres primeras cintas (las filmadas en 1913, 1920 y 1921) son obras de arte silente. Todos los títulos (cortometrajes, largometrajes, documentales y series de televisión) relatan la historia de este personaje bíblico apegado a la historia, a excepción del filme de 1963, que es una cinta experimental en blanco y negro, cuya temática es fantasía. Por otro lado el título del año 2001 corresponde a un episodio llamado «King Solomon & The Bee», transmitido ese mismo año, en la serie televisiva: «Animated Tales of the World», que se transmitió del año 2000 al 2004 en Estados Unidos.
| Año  | Título                                                | País           | Intérprete        | Director                            | Formato                   |
| ---- | ----------------------------------------------------- | -------------- | ----------------- | ----------------------------------- | ------------------------- |
| 1913 | La reine de Saba                                      | Francia        | Gabrielle Robinne | Henri Andréani                      | Cortometraje              |
| 1920 | La Sacra Bibbia                                       | Italia         | Zuppelli          | Pier Antonio Gariazzo y Armando Vey | Largometraje              |
| 1921 | The Queen of Sheba /La reina de Saba                  | Estados Unidos | Betty Blythe      | J. Gordon Edwards                   | Largometraje              |
| 1952 | La regina di Saba /La reina de Saba                   | Italia         | Leonora Ruffo     | Pietro Francisci                    | Largometraje              |
| 1959 | Solomon and Sheba / Salomón y la reina de Saba        | Estados Unidos | Gina Lollobrigida | King Vidor                          | Largometraje              |
| 1963 | The Queen of Sheba Meets the Atom Man                 | Estados Unidos | Winifred Bryan    | Ron Rice                            | Largometraje              |
| 1974 | La reine de Saba                                      | Italia         | Ludmilla Tchérina | Pierre Koralnik                     | Película de TV            |
| 1995 | Solomon & Sheba                                       | Estados Unidos | Halle Berry       | Robert Young                        | Película de TV            |
| 2001 | Animated Tales of The World: «King Solomon & The Bee» | Estados Unidos | Dibujos animados  | Noam Meshulam                       | TV-Serie Animación        |
| 2002 | Queen of Sheba: Behind the Myth                       | Reino Unido    | Amani Zain        | Alexander Dunlop                    | Película de TV Documental |
| 2017 | American Gods                                         | Estados Unidos | Yetide Badaki     | Bryan Fuller                        | Serie de TV               |